# RTL-TVI
RTL TVI é um canal de televisão com sede luxemburguesa que emite em francês para o público francófono belga e pertence ao RTL Group. Na comunidade francófona da Bélgica, é o canal de televisão com mais telespectadores, com uma quota de mercado de 20 %. Foi uma das primeiras estações de televisão independentes na Bélgica.
A RTL TVI oferece programação familiar, de entretenimento e ficção. A maioria dos programas estrangeiros são dobrados em francês, mas mantêm a banda sonora original.
Na Bélgica, o grupo RTL também opera os canais RTL Club, Kidz RTL e RTL Plug.

## História
Desde 1955, a Télé-Luxembourg, que se tornou RTL Télévision em 1982, emite a partir de Dudelange, no Luxemburgo. Na sequência da colisão de um avião militar belga com o transmissor em 31 de Julho de 1981, a CLT obteve uma indemnização do Governo belga. O monopólio da televisão estatal na Bélgica foi assim extinto.
Em 12 de Setembro de 1983, a versão belga do programa JTL, apresentada por Jean-Charles De Keyser, Eddy de Wilde e Bibiane Godfroid, começou a emitir a partir de um pequeno estúdio na villa Roosevelt, em Bruxelas. Em Dezembro de 1985 a CLT criou uma empresa na Bélgica denominada TVI S.A., cujos próprios programas e espaços publicitários específicos para a RTL Bélgica (RTL Belgium).
O canal belga RTL tornou-se independente em 12 de Setembro de 1987, com o lançamento da RTL-TVI, que produz agora toda a sua programação em Bruxelas. A RTL-TVI foi o primeiro canal independente de televisão belga francófono. Em 21 de Dezembro de 1987, o Governo belga legalizou o acesso da televisão ao mercado publicitário e, em 1989, permitiu também a publicidade no canal público de televisão RTBF.
Em 3 de Outubro de 2005, o Conselho de Administração da TVI S.A. decidiu, por unanimidade, não renovar a licença de radiodifusão na Comunidade Francesa da Bélgica para a RTL-TVI e o Club RTL. Isto porque já tinha uma licença para emitir no Luxemburgo e, de acordo com a Directiva Europeia sobre a Televisão sem Fronteiras, as transmissões televisivas estão sujeitas à jurisdição de um único Estado-Membro e, uma vez que a licença para a Bélgica deveria expirar no mesmo ano, foi decidido não a renovar. Actualmente, o canal continua a emitir na Bélgica através da sua licença luxemburguesa e todos os seus escritórios se encontram na Bélgica, excepto a sede, que se situa no Luxemburgo.
Em Setembro de 2005 a RTL-TVI começou a emitir a sua programação em ecrã largo (16:9) e desde 30 de Agosto de 2010 o canal também emite o seu sinal em alta definição.

## Programação

### Notícias
- Jornal das 13 horas : As notícias do meio-dia são apresentadas de segunda a sexta-feira por Luc Gilson e no fim-de-semana por Caroline Fontenoy.
- Jornal das 19 horas: As notícias da noite são apresentadas de segunda a quinta-feira por Hakima Darhmouch e de sexta-feira a domingo por Caroline Fontenoy.

## Capital
A RTL-TVI pertence à empresa luxemburguesa RTL Belux S.A. & cie SECS, 65,6% detida pela CLT-UFA S.A., uma filial a 99,7% do RTL Group, 33,8% detida pelo grupo editorial belga Audiopresse S.A. e 0,6% detida pela RTL Belux S.A.
A RTL Belux S.A. & cie SECS tem um contrato de subcontratação com a empresa belga RTL Belgium S.A., que fabrica e produz os programas da RTL-TVI para além dos dois outros canais Club RTL (filmes antigos, programas desportivos e infantis) e Plug RTL (reality TV, séries para adolescentes).

## Audiências
Com uma audiência média de 24,1% em 2016, a RTL-TVI é o canal francófono belga com maior audiência à frente da La Une. Se tivermos em conta os canais de televisão estrangeiros, este é também o canal mais visto antes da TF1.

O maior momento do canal foi a emissão do filme francês Bem-vindo ao Norte, em 7 de Março de 2010. Atingiu uma audiência de 1.423.800 espectadores e uma quota de mercado de 66,6%.